# Раховица
Раховица (алб. Rahovicë) је насељено место у општини Урошевац, на Косову и Метохији. Према попису становништва из 2011. у насељу је живело 1.257 становника.

## Становништво
Према попису из 2011. године, Раховица има следећи етнички састав становништва:
| Националност       | 2011.          |
| Албанци            | 1.254 (99,76%) |
| други и недоступно | 3 (0,24%)      |
| Укупно             | 1.257          |

| Демографија | Демографија | Демографија |
| Година      | Становника  | Становника  |
| ----------- | ----------- | ----------- |
| 1948.       | 568         |             |
| 1953.       | 631         |             |
| 1961.       | 877         |             |
| 1971.       | 938         |             |
| 1981.       | 976         |             |
| 1991.       | 1.301       |             |
| 2011.       | 1.257       |             |